# Бури
Бури (від нід. boer — «селянин») або африканери (від нід. Afrikaner — «африканець») — біле населення Південно-Африканської Республіки та Намібії, що є нащадками нідерландських, бельгійських, французьких і німецьких колоністів у цих країнах. За даними перепису 2011 року, бурів в Південній Африці налічувалося близько 1,5 млн, що складає близько 8% від загальної кількості населення. Однак ця цифра включає всіх білих південноафриканців, до яких входять не тільки бури, але й британці та інші європейці.
Разом із нащадками переселенців з Великої Британії бури складають біле населення Південно-Африканської Республіки (ПАР) та Намібії на відміну від чорношкірого корінного населення.
Застарілі назви: «кейп-голландці» та «білі африканці».

## Мова
Бури досі зберігають свою унікальну культурну ідентичність через мову (африкаанс, що походить від нідерландської) та релігію (протестантизм, переважно кальвіністського спрямування, домінуючою є Голландська реформатська церква (Nederduitse Gereformeerde Kerk). Африкаанс — одна з офіційних мов Південної Африки, нею говорить близько 13,5% населення країни (понад 7 мільйонів людей). Це перша мова не тільки бурів, а й багатьох кольорових спільнот (мусульман Кейптауну, робітничих верств тощо). Мова є основою ідентичності африканерів, використовується в сім’ях, освіті (існують африкаансомовні школи та університети), літературі, ЗМІ та релігійних службах.
Африкаанс вважається однією з наймолодших мов світу, офіційно кодифікованою в XX столітті.

## Господарство
Бури традиційно займаються сільським господарством, індивідуальним фермерством. Після завершення апартеїду деякі бурські родини зберегли великі землеволодіння та бізнеси, однак інші опинилися в складних економічних умовах. Багато бурів виявилися в економічно непростій ситуації через політику африканізації, яка призвела до того, що більшість робочих місць у публічному секторі були зайняті чорними південноафриканцями.

## Історія
Бури — нащадки голландських, французьких та німецьких колоністів, які прибули в Південну Африку в середині XVII століття. Основну частину переселенців становили голландці. Французи (гугеноти) прибули пізніше, тікаючи від релігійних переслідувань у Європі. Німецькі поселенці також зробили вагомий внесок у формування бурської спільноти. Спочатку бури говорили нідерландською, але згодом розвинули власний варіант мови — африкаанс. Ця мова містить елементи нідерландської, німецької, французької та мов корінного населення. Вони заснували так звану Капську колонію (1652) та колонізували внутрішні райони, взаємодіючи та конфліктуючи з корінними народами, такими як койсан і зулуси.
У 1806 році Капська колонія перейшла під контроль Великої Британії, що викликало опір бурів через культурні, мовні та політичні розбіжності. У 1830-х роках значна частина бурів вирушила у внутрішні райони Південної Африки, тікаючи від британської влади. З часом бури почали протистояти британському правлінню, що призвело до бурських війн (1899–1902). Ці війни були результатом боротьби між бурськими республіками (Оранжева республіка та Трансвааль) і Британською імперією. Після перемоги Великобританії, бури стали частиною об'єднаної Південно-Африканської республіки в 1910 році.
Бурська спільнота відіграла важливу роль у встановленні режиму апартеїду після того, як Національна партія, яка представляла інтереси бурів, прийшла до влади в 1948 році. Апартеїд був системою расової сегрегації та дискримінації, що тривала до 1994 року. 
Після завершення апартеїду в 1994 році, коли в Південній Африці була встановлена демократична система, більшість бурів, які підтримували стару систему апартеїду, опинилися в складній ситуації. Демократичні зміни, зокрема, політична рівність для всіх рас, призвели до того, що білі південноафриканці, включаючи бурів, втратили багато своїх привілеїв, зокрема у сфері економіки, політики та суспільного життя. Новий уряд на чолі з Африканським національним конгресом (АНК) запровадив політику африканізації та реформ, спрямованих на виправлення нерівностей, що існували за часів апартеїду. Це включало сприяння більшій участі чорного населення у всіх сферах життя, що, зокрема, вплинуло на бізнес, землю та робочі місця.
Після закінчення апартеїду і переходу до демократії в 1994 році чисельність бурів в Південній Африці зменшилася через еміграцію, старіння населення та зміни в політичній ситуації. За даними перепису 2011 року, бурів в Південній Африці налічувалося близько 1,5 млн, що складає близько 8% від загальної кількості населення. Однак ця цифра включає всіх білих південноафриканців, до яких входять не тільки бури, але й британці та інші європейці.

## Культура
Характерним музичним стилем є буремюзік. Бурські пісні часто виконувані під акомпанемент акордеона чи гітари.
Багато бурських святкових традицій мають релігійний підтекст, як-от святкування Дня обітниці (Geloftedag), який раніше відзначали на честь перемоги в битві при річці Крові (1838).
Бури мають сильні культурні зв'язки з іншими групами білих південноафриканців, але водночас вони активно підтримують свою окрему ідентичність, що проявляється у святкуванні таких подій, як День Великого Переїзду (Volksblad).
Традиційні страви африканерів включають брай (барбекю), білтонг (в’ялене м’ясо), боботі (м'ясна запіканка з карі) і мілк-тарт (молочний пиріг).